# 紅毛港天龍宮
22°35′14″N 120°20′15″E / 22.587086°N 120.337558°E
紅毛港天龍宮位於臺灣高雄市前鎮區，是主祀何府千歲的廟宇。該廟原本位在高雄市小港區紅毛港的姓吳仔聚落，因而有「姓吳仔廟」的別稱。該廟是紅毛港六角頭廟中最晚建成，而由於紅毛港五大姓氏中，吳姓人數較少，故該廟和其他角頭廟相比規模較小。

## 沿革
姓吳仔居民早期也大多是飛鳳宮的信徒，而何府千歲早期則是民宅私祀的神明。相傳在日大正元年（1912年），紅毛港地區發生霍亂，何府千歲化身醫師四處治病。後來姓吳仔居民在舊漁會旁的空地建廟，是為天龍宮。該廟在民國78年（1989年）重建，形成拆遷前最後的廟貌。紅毛港遷村後，該廟於民國102年（2013年）7月25日舉行入火安座大典。